# Sally Sellingová
Sally Sellingová (vlastním jménem Jaroslava Serynková, provdaná Mlynaříková; 1946 Plzeň – 1999 Plzeň) byla česká zpěvačka.
Narodila se v Plzni, její matka byla Romka a otec Afroameričan z Pattonovy armády. Od roku 1966 zpívala v pražském divadle Apollo, později vystupovala s Petrem Spáleným a se slovenským orchestrem Braňa Hronce. Jejími hity byly Prázdná ulice, Plakalo bejby, Chmýří a Daruj mi dážď.
V roce 1976 hrála Irenu ve filmu Dušana Hanáka Ružové sny. Její kariéru předčasně ukončila závislost na alkoholu, naposledy vystoupila v roce 1982 v pořadu Televarieté.